# 임신서기석
임신서기석(壬申誓記石)은 대한민국 경상북도 경주시 현곡면 금장리의 언덕에 있는 비석으로 1934년에 발견되었다. 현재 국립경주박물관에 소장되어 있다. 2004년 6월 26일 대한민국의 보물 제1411호로 지정되었다.

## 개요
위가 넓고 아래가 좁은 길쭉한 형태의 점판암제(粘板巖製)로, 한 면에 5줄 74글자의 글씨가 새겨져 있는 이 비석은 첫머리에‘임신(壬申)’이라는 간지(干支)가 새겨져 있고, 또한 그 내용 중에 충성을 서약하는 글귀가 자주 보이고 있어‘임신서 기명석(壬申誓記銘石)’이라 호칭하고 있다.
비문을 5줄 새겨진대로 적으면 다음과 같다.

壬申年六月十六日二人幷誓記天前誓今自
三年以後忠道執持過失无誓若此事失
天大罪得誓若國不安大亂世可容
行誓之又別先辛未年七月卄二日大誓
詩尙書禮傳倫得誓三年

내용을 해석하면 다음과 같다.
임신년 6월 16일에 두 사람이 함께 맹세하여 기록한다. 하느님 앞에 맹세한다. 지금으로부터 3년 이후에 충도(忠道)를 지키고 허물이 없기를 맹세한다. 만일 이 서약을 어기면 하느님께 큰 죄를 지는 것이라고 맹세한다. 만일 나라가 편안하지 않고 세상이 크게 어지러우면 ‘충도’를 행할 것을 맹세한다. 또한 따로 앞서 신미년 7월 22일에 크게 맹세하였다. 곧 시경(詩經)·상서(尙書)·예기(禮記)·춘추전(春秋傳)을 차례로 3년 동안 습득하기로 맹세하였다.

한자·한문을 받아들여 한국어의 표기수단으로 삼을 때 향찰식(鄕札式) 표기, 한문식(漢文式) 표기 외에 훈석식(訓釋式) 표기가 실제로 있었다는 것을 증거해 주는 유일한 금석문 유물로 세속 5계 중의‘교우이신(交友以信)’, 즉 신라 젊은이들의 신서(信誓) 관념의 표상물(表象物)이고, 한민족의 고대 신앙 중 ‘천(天)’의 성격의 일단을 시사해 주는 자료이다.
명문의 임신년(壬申年)은 552년(진흥왕 13) 또는 612년(진평왕 34)의 어느 한 해일 것으로 보이며 서예사적(書藝史的) 측면에서도 자형과 획법, 그리고 명문의 새김방식에서 6세기 신라시대 석문 (石文)의 일반적 특징을 보여주는 자료이다.
명문의 작성년도가 신라 국학 설치 이전이므로, 원문['詩尙書禮傳']에 '전(傳)'으로만 되어 있는 과목은 춘추전이나 춘추좌씨전 등이 아니라 논어일 가능성이 있다. 또한, 예기에는 중용과 대학도 포함되어 있으므로 송나라 때에야 비로소 나타나는 사서삼경 또는 사서오경을 생각해볼 때 임신서기석의 과목들은 맹자, 주역, 춘추를 제외한 시경, 서경, 예기, 중용, 대학, 논어 등 모두 6 과목이었다고 말할 수도 있다.

## 참고 자료
- 한국어 위키문헌에 이 글과 관련된 원문이 있습니다. 임신서기석
- 임신서기석 - 국가유산청 국가유산포털